# District Teleorman
Teleorman is een Roemeens district (județ) in de historische regio
Walachije, met als hoofdstad
Alexandria (circa 51.000 inwoners).
De gangbare afkorting voor het district is TL.

## Demografie
In het jaar 2002 had Teleorman 436.025 inwoners en een bevolkingsdichtheid van 75 inwoners per km². De bevolking is inmiddels gedaald tot 389.433 (2016).In 2016 is 13% van de bevolking jonger dan 15 jaar, 65% is tussen de 15 en 64 jaar en 22% is 65 jaar of ouder. De meerderheid van de bevolking woont op het platteland (64%), terwijl 36% in stedelijke gebieden woont.

### Bevolkingsgroepen
De Roemenen zijn de meerderheid, met meer dan 97% van de bevolking.
De grootste minderheid, zijn de Roma's.

## Geografie
Het district heeft een oppervlakte van 5790 km². Het grenst in het zuiden aan Bulgarije, met de Donau als scheiding.

## Aangrenzende districten
- Olt in het westen
- Argeș in het noorden
- Dâmbovița in het noordoosten
- Giurgiu in het oosten
- Bulgarije in het zuiden

## Steden
- Alexandria
- Roșiorii de Vede
- Turnu Măgurele
- Videle
- Zimnicea